# Hamburg-Neuland
Neuland is een stadsdeel van Hamburg in het district Harburg.

## Geografie

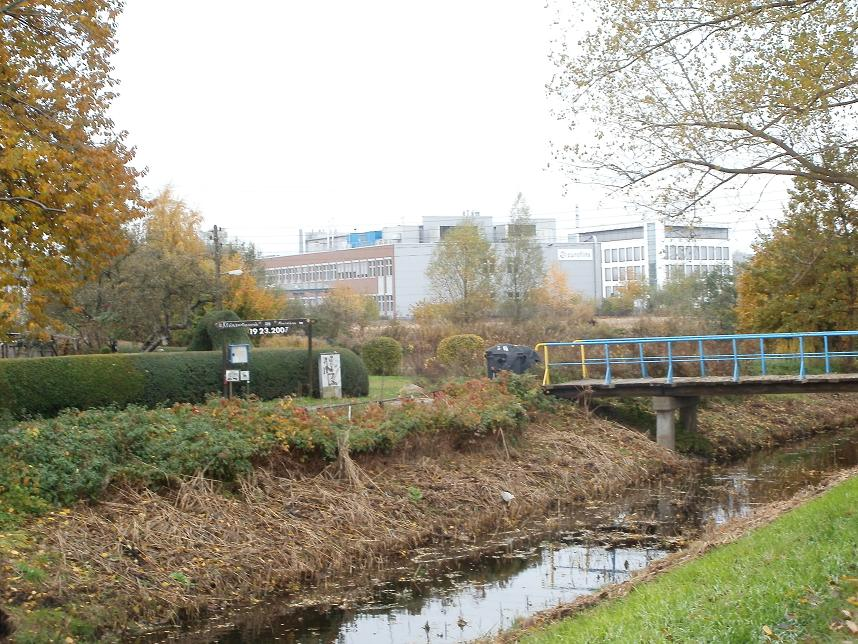
Volkstuinen, grachten en bedrijven in Neuland

Het gebied rond de Großmoorbogen wordt gekenmerkt door industriële en commerciële ondernemingen. Volkstuintjes vindt men ten noorden van Neuländer Straße en ten oosten van de autosnelweg A1 zijn er bijna alleen weilanden en velden. Bij het autowegenknooppunt Harburg ligt een bedrijventerrein met een logistiek park dat tot 34 hectare groot kan worden.
De wijk Fünfhausen is gelegen aan de oevers van de Süderelbe tussen Fünfhausener Hauptdeich, Fünfhausener Straße en Fünfhausener Landweg en grenst in het oosten aan de Nedersaksische gemeente Seevetal (Landkreis Harburg).
De Süderelbe stroomt ten noorden van Neuland, op de andere oever ligt Wilhelmsburg. Neuland grenst in het oosten aan de Landkreis Harburg, in het zuiden aan Gut Moor en in het westen aan stadsdeel Harburg.

## Geschiedenis
Neuland ontstond op het einde van de 13e eeuw door de cultivering van vruchtbare oevers van de Elbe met zijn overstromingsgebieden. In 1937 werd wat voorheen Neuland in Pruisen was, een deel van de Vrije Hanzestad Hamburg door de Groot-Hamburg-wet.

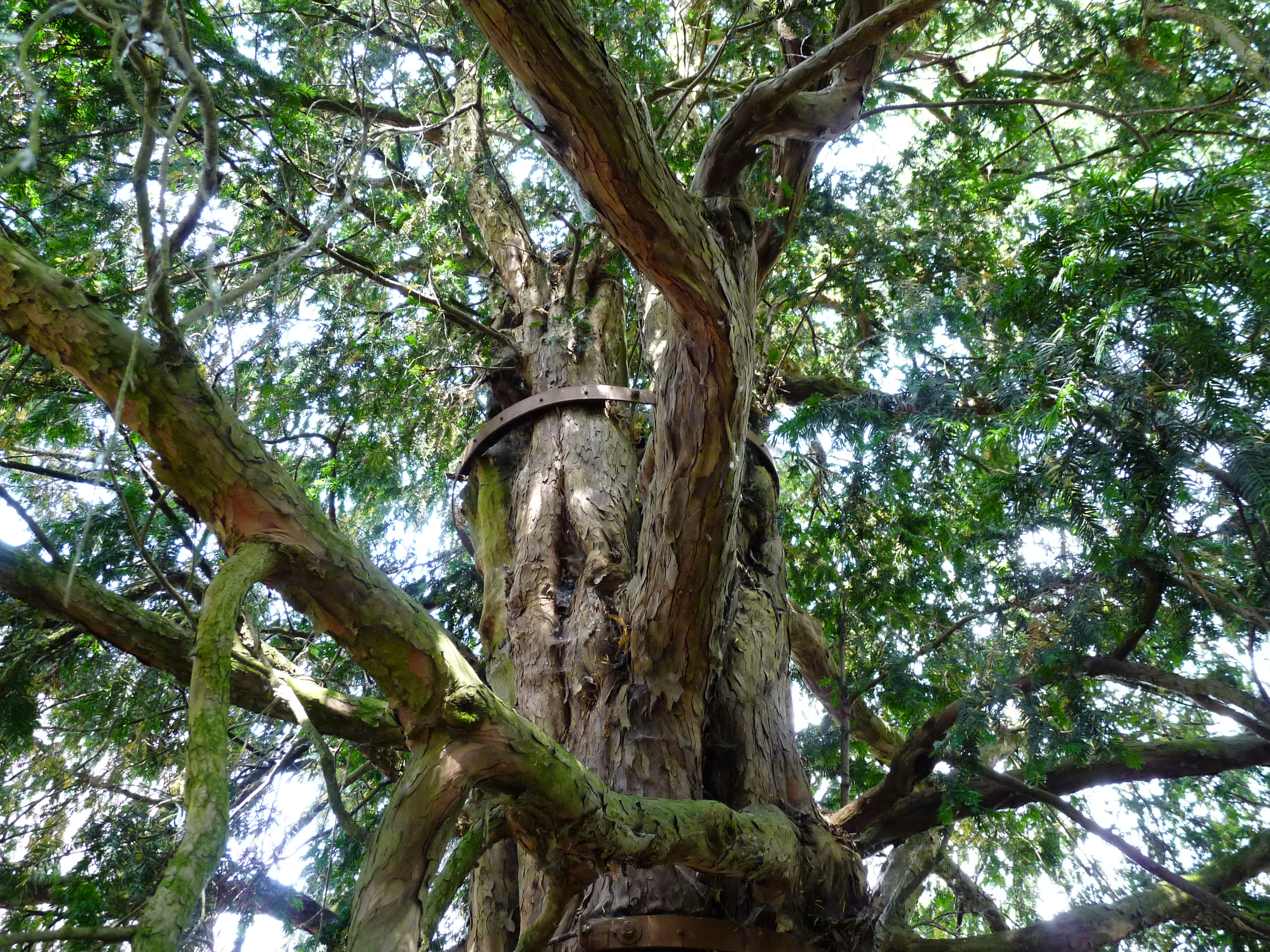
duizendjarige taxus

## Natuurreservaat
In het natuurreservaat Schwenssand bevindt zich een 800 tot 1000 jaar oude taxus. Hij wordt beschouwd als de oudste boom in Hamburg. Verder liggen in Neuland het natuurreservaat Neulander Wiesen en het beschermd landschap Neuland.

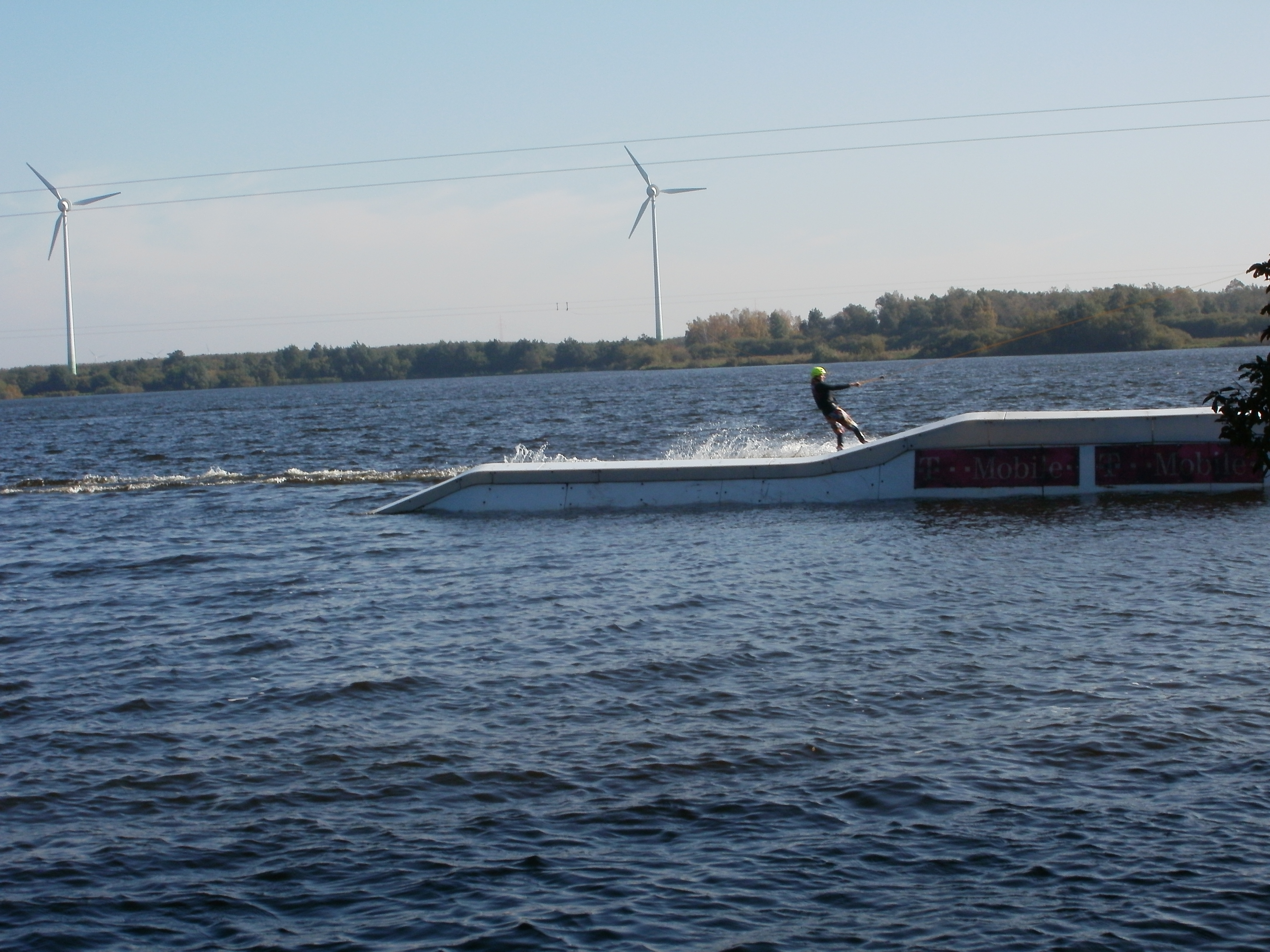
Waterski-faciliteit aan het meer van Neuland

## Sport
Er is een waterskifaciliteit aan het kunstmatige Neulandmeer. Er is ook de Neulander Yacht Club.

## Verkeer
Neuland ligt aan de autosnelweg A1 met het knooppunt Hamburg-Harburg en de B75 met het knooppunt Hamburg-Neuland.
Het dichtstbijzijnde treinstation is het station Hamburg-Harburg met langeafstands-, regionale en S-Bahn- treinen en een busstation voor lokaal en regionaal verkeer. Vanaf hier wordt Neuland ontsloten met twee buslijnen.

## Onderwijs
In Neuland bevinden zich een basisschool, de kleinste onafhankelijke school van Hamburg, en de Elbcampus, het onderwijs- en competentiecentrum van de Hamburgse Kamer van Ambachten.

## Links
- Neuland op de website van de stad Hamburg

Altenwerder · Cranz · Eißendorf · Francop · Gut Moor · Harburg · Hausbruch · Heimfeld · Langenbek · Marmstorf · Moorburg · Neuenfelde · Neugraben-Fischbek · Neuland · Rönneburg · Sinstorf · Wilstorf